# Agriornis lividus
El gaucho grande (en Argentina) mero o mero grande (en Chile) (Agriornis lividus) es una especie de ave paseriforme de la familia Tyrannidae perteneciente al género Agriornis. Es nativo del suroeste de América del Sur.

## Distribución y hábitat
Se distribuye desde el centro norte de Chile y centro sur del oeste de Argentina, hacia el sur hasta Tierra del Fuego.
Esta especie es considerada de rara a poco común en sus hábitats naturales: las áreas arbustivas semiabiertas, cultivos y pastajes, hasta los 1500 m de altitud.

## Descripción
Es la especie más grande de la familia Tyrannidae, alcanzando los 28 a 28,5 cm de longitud y 88 gramos de peso. Es un gran y robusto cazamoscas. Posee un pico grande y grueso, que finaliza como gancho. Posee estrías gruesas en la garganta y zona malar. Pecho pardo grisáceo, volviéndose más amarillento hacia el vientre. Posee coberteras subcaudales color canela. Cola larga y oscura. Se le puede confundir con el zorzal (Turdus falcklandii), pero el mero grande posee patas notoriamente negras, estrías más amplias y una postura más recta, además de no tener el característico pico amarillo del túrdido.

## Alimentación
De dieta carnívora, se alimenta de pequeños mamíferos, lagartijas, anfibios, insectos, huevos y polluelos en nidos. Se han registrado múltiples ataques de esta ave hacía otras, como el  gorrión Passer domesticus o el colibrí austral Sephanoides sephaniodes, de los cuales también se alimenta.

## Sistemática

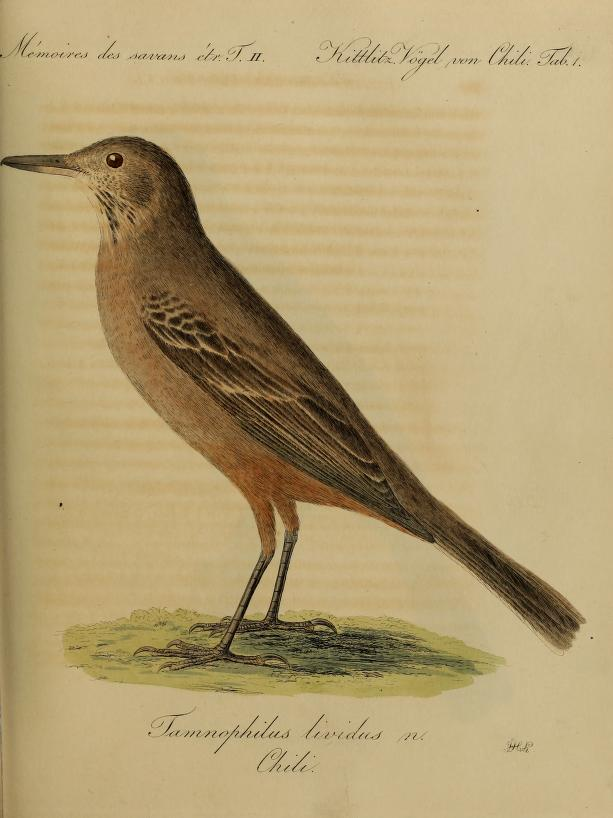
Thamnophilus lividus = Agriornis lividus, ilustración en Kittlitz Mémoires présentés à l'Académie impériale des Sciences de St. Petersbourg, 1835.

### Descripción original
La especie A. lividus fue descrita por primera vez por el naturalista alemán Friedrich Heinrich von Kittlitz en 1835 bajo el nombre científico Thamnophilus lividus; su localidad tipo es: «montañas de Valparaíso, Chile».

### Etimología
El nombre genérico masculino «Agriornis» se compone de las palabras del griego «agrios» que significa ‘feroz’, ‘bravo’, y «ornis, ornithos» que significa ‘ave’; y el nombre de la especie «lividus», en latín significa ‘azulado’, ‘gris plomizo’.

### Subespecies
Según las clasificaciones del Congreso Ornitológico Internacional (IOC) y Clements Checklist/eBird se reconocen dos subespecies, con su correspondiente distribución geográfica:
- Agriornis lividus lividus (Kittlitz, 1835) – litoral y montañas de Chile, desde Atacama al sur hasta Los Ríos).
- Agriornis lividus fortis Berlepsch, 1907 – sur de Chile (Aisén y Magallanes) y sur de Argentina (lago Nahuel Huapi, en la frontera del suroeste de Neuquén con Río Negro al sur hasta Tierra del Fuego).